# Ossessione (Stephen King)
Ossessione (Rage) è il primo romanzo thriller di Stephen King pubblicato con lo pseudonimo di Richard Bachman. Nonostante abbia iniziato a scriverlo nel 1966, prima del suo primo libro pubblicato, Carrie del 1974, non fu edito fino al 1977.
Non è amato dall'autore, che nell'introduzione al romanzo Blaze, pubblicato nel 2007, afferma che sia un bene che sia fuori catalogo.

## Trama
Charlie Decker, un liceale del Maine, è convocato dal preside della sua scuola per discutere di un episodio avvenuto qualche tempo prima, quando aggredì il suo insegnante di chimica con una chiave inglese, portando al ricovero del docente e alla sospensione del ragazzo. Quest'ultimo mette in ridicolo il preside con dei commenti offensivi e viene di conseguenza espulso. In seguito a ciò, Charlie recupera dal suo armadietto una pistola che si era portato con sé e dà fuoco al contenuto dell'armadietto; poi torna nella sua classe e uccide con un proiettile Miss Underwood, la sua insegnante di algebra. Il fuoco fa scattare l'allarme antincendio ma il ragazzo tiene in ostaggio i suoi compagni, uccidendo il signor Vance (professore di storia) quando cerca di entrare nell'aula. Durante l'evacuazione dell'edificio, si diffonde la notizia della sparatoria e sopraggiungono sul posto la polizia e i media.
Nelle quattro ore successive, Charlie si fa beffe del preside, dello psicologo della scuola e del capo della polizia locale mano a mano che cercano di negoziare con lui, sottoponendoli a delle vere e proprie vessazioni psicologiche minacciando altrimenti di uccidere qualcuno. Il ragazzo si accorge subito che i suoi compagni non sembrano particolarmente intimoriti da lui, dimostrando un contorto interesse nelle sue azioni e motivazioni; trasforma così la situazione di stallo in una sorta di sessione di psicoterapia, spingendoli (in alcune occasioni semi-costringendoli) a raccontare segreti su loro stessi e sugli altri. A sua volta, Charlie narra episodi sulla sua infanzia e adolescenza volti a dare una sorta di spiegazione sul suo comportamento violento, in particolar modo concentrandosi sul rapporto problematico con il padre. Il ragazzo ammette di non sapere cosa lo abbia spinto a comportarsi così e di non avere in mente alcun piano ben preciso. 
Con il passare delle ore, gli studenti sviluppano una forma sempre più grave della Sindrome di Stoccolma, arrivando a simpatizzare con Charlie e a nutrire astio verso le figure autoritarie che stanno cercando di salvarli; al punto che, dopo qualche tempo, una ragazza ottiene il permesso di uscire dall'aula per andare in bagno, tornando in aula volontariamente nonostante l'opportunità di fuggire. Charlie costringe anche due studentesse ad accapigliarsi fisicamente per risolvere un diverbio che si era acceso tra loro; l'unico alunno che si mostra contrariato per la situazione, Ted Jones, viene rapidamente estraniato dagli altri. La polizia ingaggia un cecchino nella speranza di uccidere Charlie, ma il proiettile viene casualmente deviato dal lucchetto che il ragazzo porta in un taschino.
Alla fine, Charlie decide di rilasciare gli ostaggi ma si rende conto che l'unico studente tenuto davvero recluso contro la sua volontà è Ted Jones, in quanto tiene nascosti i suoi segreti. Gli altri studenti si rivoltano immediatamente contro di lui e lo aggrediscono con tanta ferocia da ridurlo in uno stato catatonico. Successivamente, i ragazzi escono dall'aula lasciando soli Charlie e Ted (impossibilitato a muoversi). Quando il capo della polizia fa irruzione, Charlie finge di volerlo aggredire per farsi uccidere; nonostante gli sparino tre volte, riesce a sopravvivere e viene dichiarato non colpevole per infermità mentale, venendo ricoverato in un ospedale psichiatrico ad Augusta nel Maine, fino a quando non può rispondere delle sue azioni.
Gli ultimi capitoli contengono una nota relativa al trattamento e alla prognosi di Ted nell'ospedale dove ora è un paziente (facendo intendere che potrebbe non riprendersi mai dalla traumatica esperienza), e una lettera di uno degli amici di Charlie che descrive gli sviluppi assortiti nella vita degli studenti durante i mesi successivi a questo incidente.

## Connessioni alle attuali tragedie scolastiche
La trama del libro ricorda molto il massacro della Columbine High School ed altri eventi simili. Dopo questi fatti di cronaca, l'autore accettò che Ossessione fosse ritirato dalla stampa per paura che potesse ispirare emulazioni, visto che era già stato associato ad altri due massacri:
- Michael Carneal, che sparò a tre studenti il 1º dicembre 1997 a West Paducah nel Kentucky. Una copia di Ossessione fu trovata nel suo armadietto.
- Barry Loukaitis, che uccise due studenti ed il professore di algebra il 2 febbraio 1996 a Moses Lake, Washington, citò proprio il libro: "Questo sicuramente batte l'algebra, no?" ("This sure beats algebra, doesn't it?").[2]

Quando King decise di bloccare la stampa di Ossessione, il libro faceva parte di una collana di libri di Richard Bachman chiamata The Bachman Books. Gli altri libri della collana (La lunga marcia, Uscita per l'inferno e L'uomo in fuga) vengono ora venduti come libri separati.

## Edizioni
- Stephen King, Ossessione, traduzione di Tullio Dobner, Sonzogno, 1988.